# Adelsaufgebot
|  | Dieser Artikel oder Abschnitt wurde wegen inhaltlicher Mängel auf der Qualitätssicherungsseite der Redaktion Geschichte eingetragen (dort auch Hinweise zur Abarbeitung dieses Wartungsbausteins). Dies geschieht, um die Qualität der Artikel im Themengebiet Geschichte auf ein akzeptables Niveau zu bringen. Dabei werden Artikel gelöscht, die nicht signifikant verbessert werden können. Bitte hilf mit, die Mängel dieses Artikels zu beseitigen, und beteilige dich bitte an der Diskussion! |

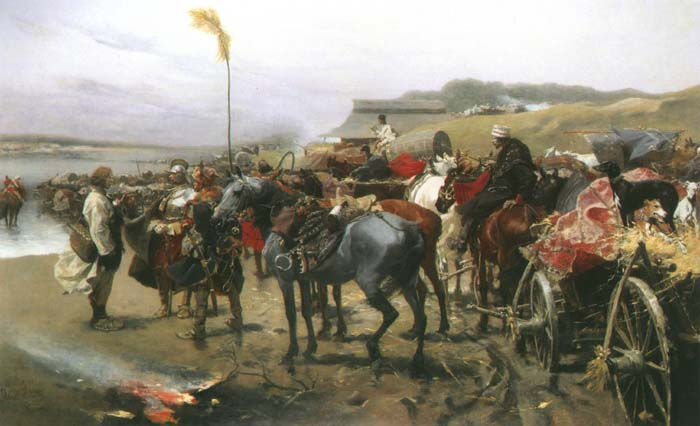
Das Adelsaufgebot setzt sich in Marsch (Gemälde Józef Brandt)

Das Adelsaufgebot war die allgemeine Mobilmachung des Adels zur Abwehr militärischer Angriffe auf das eigene Land. Grundlage war im Mittelalter die Auffassung, die privilegierte Stellung des Adels in der Ständegesellschaft leite sich unter anderem aus seiner Fähigkeit und Verpflichtung ab, dem König oder Fürsten notfalls militärische Dienste zu leisten. Jeder Adlige in wehrfähigem Alter war verpflichtet, sich mit Ausrüstung und Gefolge der Befehlsgewalt der vom Fürsten bestimmten militärischen Führer zu unterstellen.
Das Adelsaufgebot hatte rein defensiven Charakter, die zum Zuzug verpflichteten Herren und Ritter mussten nur innerhalb der Landesgrenzen Heeresfolge leisten. Es gab allerdings eine Ausnahme: der Kampf gegen die Osmanen, denn die muslimischen Türken galten als Feind der gesamten Christenheit.
Das allgemeine Adelsaufgebot ist nicht zu verwechseln mit den Truppen, die die Stände dem König auf Beschluss des Landtags zur Verfügung stellten oder mit den in manchen Ländern üblichen Ritterdiensten, die eine Pflicht der Lehnsinhaber waren.
Bereits Ende des 15. Jahrhunderts war das Adelsaufgebot ein militärischer Anachronismus geworden. Die Verbände des Adels waren den geübten Söldnertruppen nicht gewachsen. Häufig waren die Adligen für das Kriegshandwerk ungenügend ausgebildet und vielfach auch schlecht bewaffnet, weil sich die Ärmeren keine ordentliche Ausrüstung leisten konnten. Die Könige riefen den Adel seit dem 16. Jahrhundert nur zu den Waffen, wenn sie sonst keine Truppen bekommen konnten, weil das Geld fehlte.
In den Ländern der böhmischen Krone berief Kaiser Maximilian II. das Adelsaufgebot gegen die Türken ein.
In der Geschichte Polens wurde das Allgemeine Aufgebot (pospolite ruszenie) zum letzten Mal im Jahre 1683 von König Johann III. Sobieski zur Rettung  Wiens vor der Türkenbelagerung zusammengerufen, in Ungarn (inszurrekció, nemesi felkelés) im Jahre 1741 zur Verteidigung der Lande der Königin Maria Theresia gegen die Invasion Friedrichs II. von Preußen. In Polen wurde aber bis 1795 und in Ungarn bis 1809 (bis zur Schlacht bei Raab) am Adelsaufgebot festgehalten.
Während der Zweiten Polnischen Republik (1918–1939) wurde der Begriff pospolite ruszenie auch als Bezeichnung für waffenfähige Männer im Alter von 41 bis 50 Jahren verwendet.